# Louis Armstrong and his Hot Seven
Louis Armstrong and his Hot Seven was een jazzstudiogroep, speciaal gevormd om in mei 1927 een serie opnames te maken voor Okeh Records in Chicago, Illinois.
Een deel van het personeel had ook platen opgenomen met Louis Armstrong and his Hot Five: Johnny Dodds (klarinet), Lil Armstrong (piano) en Johnny St. Cyr (banjo en gitaar). Deze muzikanten werden aangevuld met de broer van Johnny Dodds, Baby Dodds (drums), en verder met Pete Briggs (tuba) en John Thomas (trombone). Deze laatste verving Kid Ory, de gebruikelijke trombonist van Armstrong, die toen aan het toeren was met King Oliver. Briggs en Thomas werkten op dat moment ook bij de Sunset Stompers, de groep waarmee Armstrong optrad.
Er vonden vijf sessies plaats tussen 7 mei en 14 mei 1927, waarbij de groep minstens twaalf plaatkanten opnam, met inbegrip van "Willie the Weeper", "Wild Man Blues", "Twelfth Street Rag" en "Potato Head Blues" (met Louis Armstrongs befaamde stop-time solo).
"Melancholy Blues" werd ook uitverkoren om deel uit te maken van de muziekstukken die op de Voyager Golden Record meegingen met de Voyager-sonde.
- International Standard Name Identifier: 0000 0001 0608 7141
- Library of Congress Control Number: n88613402
- MusicBrainz: 49905118-45d2-4b09-9643-a40b87d0ce42
- Nationale Bibliotheek van Israël: 987007352281905171
- Virtual International Authority File: 121021544